# Syców (stacja kolejowa)
Syców – ogólnodostępna bocznica szlakowa i przystanek osobowy (dawniej stacja kolejowa) w Sycowie, w województwie dolnośląskim, w Polsce. Stacja na linii kolejowej nr 181 z Wielunia Dąbrowy do Oleśnicy położona w znacznej odległości od centrum miasta (około 2 km) – przy ul. Kolejowej.

## Wykorzystanie
Stacja Syców w 2009 i 2010 roku kilkanaście razy była wykorzystywana przez prywatnego przedsiębiorcę do wyładunku składów pociągów z kruszywem pod budowę dróg. 9 kwietnia 2011 roku, z okazji 140-lecia linii kolejowej nr 181, miał miejsce przejazd pociągu specjalnego relacji Wrocław Główny – Syców. Natomiast 17 września 2011 roku odbył się przejazd pociągu specjalnego relacji Wrocław Mikołajów – Oleśnica – Syców – Kępno – Wieruszów Miasto – Wieluń Dąbrowa. W skład pociągu wchodziła lokomotywa spalinowa JT42CWRM/Class 66, należąca do przewoźnika Freightliner PL, 5 wagonów osobowych współczesnych, 3 wagony osobowe historyczne, 4 wagony towarowe oraz tzw. salonka. Organizatorem przejazdu był Klub Sympatyków Kolei z Wrocławia oraz samorządy leżące przy linii kolejowej nr 181.
W 2011 roku trwał proces mający na celu przywrócenie pociągów pasażerskich relacji Wieluń – Wrocław Główny, z wykorzystaniem nieczynnego od 2002 roku odcinka linii kolejowej nr 181 Kępno – Oleśnica, przez Syców, jednak do reaktywacji połączeń pasażerskich nie doszło.
2 stycznia 2023 roku PKP PLK ogłosiła przetarg na rewitalizację całej linii kolejowej nr 181 wraz z elektryfikacją na odcinku Kępno – Oleśnica w ramach, których planowana jest rewitalizacja peronów na stacji kolejowej Syców.